# Révolution polonaise de 1905
La révolution polonaise de 1905 est en résonance avec la révolution russe de 1905. Le massacre des manifestants à Saint-Pétersbourg le 22 janvier 1905 et l’indignation qu’il suscite à travers tout l’Empire russe, marquent le début de la révolution dans les territoires polonais incorporés définitivement dans la Russie après l'écrasement de l'insurrection de 1863 et appelés dédaigneusement "Pays de la Vistule". De nombreuses manifestations sont organisées spontanément et la grève générale est proclamée. Dès le début, le mouvement  prend un caractère violent, les affrontements entre les manifestants et l’armée du tsar font des centaines de morts et des milliers de blessés. Aux revendications communes à l’ensemble des sujets de l’Empire, les insurgés polonais ajoutent une dimension nationale et culturelle. Ils réclament à la fois l’amélioration des conditions de vie des travailleurs et les libertés politiques, notamment liées à l'autonomie accrue de la Pologne. Le pays est au bord d'une guerre civile. L’insurrection de Łódź (en) de juin 1905 où les ouvriers érigent des barricades et résistent avec des armes aux troupes régulières du tsar pendant plusieurs jours, est l’un des événements majeurs de cette période. Certains historiens polonais considèrent ces événements comme un quatrième soulèvement polonais contre l'Empire russe,.

## Prélude

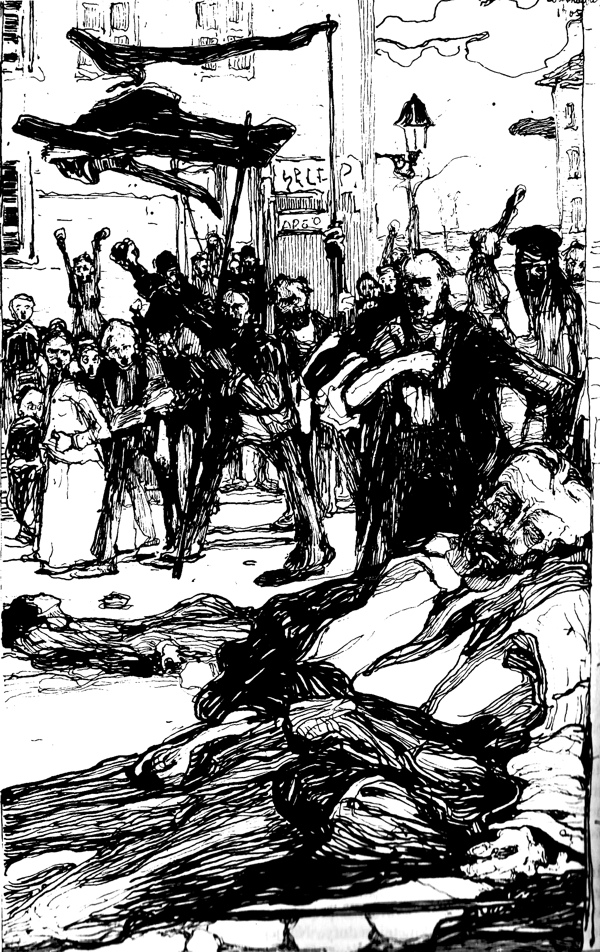
Witold Wojtkiewicz manifestation en 1905

La récession de 1901-1903 et la détérioration des conditions économiques contribuent à la montée des tensions politiques dans l'Empire russe, y compris en Pologne. La guerre russo-japonaise a un fort impact sur l'économie des territoires polonais. À la fin de 1904, plus de 100 000 ouvriers polonais perdent leur emploi et ceux qui la réussissent à le garder doivent accepter une baisse sensible de salaire. L'enrôlement forcé dans l'armée russe et les politiques de russification aggravent encore les tensions.
Le 13 novembre 1904 pendant une manifestation à Varsovie, les gendarmes russes tuent six manifestants et en blessent des dizaines. Les nouvelles de la révolution russe et en particulier du Dimanche sanglant à Saint-Pétersbourg, où les manifestants se font massacrer le 22 janvier 1905 sur l'ordre du tsar, se répandent rapidement à travers l'Empire et parviennent en Pologne. Tous les partis politiques polonais (qui fonctionnent alors dans la clandestinité) appellent à la grève générale. Une vague de révoltes soulève le pays.
Mais au-delà de l'hostilité commune au gouvernement du tsar, les révolutionnaires polonais sont très divisés idéologiquement et tactiquement. La faction révolutionnaire du Parti Socialiste Polonais (PPS-Frakcja Rewolucyjna) de Józef Piłsudski estime que les Polonais doivent montrer leur détermination à retrouver leur indépendance à travers des opérations militaires et des attentats contre les Russes,. Ce point de vue n'est pas partagé par le Parti national démocrate de Roman Dmowski qui cherche à obtenir un compromis du tsar sous la forme d’une fédération. En novembre 1906, un petit groupe de militants du PPS fait scission et forme l'Aile gauche du Parti Socialiste Polonais (PPS-Lewica). Ils considèrent que l'avènement du socialisme est plus important que l'indépendance polonaise et veulent collaborer avec les révolutionnaires russes. PPS-Lewica se rapproche aussitôt de la Social-démocratie du royaume de Pologne et de Lituanie (SDKPiL).

## La révolution
Le 28 janvier 1905, le PPS et la SDKPiL appellent à la grève générale, dans toute la Pologne. Plus de 400 000 travailleurs entament une grève de quatre semaines.
Toutes ces manifestations ne sont encore qu'un prélude à une série de grèves encore plus massives qui secouent la Pologne l'année suivante. En 1905 et 1906, on compte près de 7 000 grèves et arrêts de travail, suivis par 1,3 million de Polonais. Selon des données incomplètes, en 1905 il y a plus de 800 000 grévistes et en 1906 ils sont environ 500 000. Les grèves, notamment à Varsovie et à Łódź, ainsi que les révoltes paysannes, atteignent et même dépassent, par leur ampleur, ceux des centres révolutionnaires de Russie.
Les manifestants exigent à la fois de meilleures conditions de travail et davantage de libertés politiques.
Les années de la révolution de 1905-1907 sont une période de démocratisation de la culture politique. Ce phénomène s’est manifesté dans l’extension rapide du savoir politique dans la société, particulièrement chez les ouvriers, et dans l’apparition de nouveaux éléments de la vie collective. Ainsi, à mesure que la révolution prenait de l’extension, on définissait avec plus de précision les règles de l’ordre social à respecter pendant la grève générale, et cela par l’instauration, en plus du principe de solidarité des grévistes, de la règle qui dégageait de l’obligation de participer à la grève les travailleurs d’institutions telles que les établissements d’utilité publique, notamment les centrales électriques. On voyait se généraliser de plus en plus la règle, appliquée par les partis politiques, de se référer pour les questions touchant aux mesures politiques courantes, à l’opinion des conseils et assemblées ouvrières : par exemple aux meetings des ouvriers d’usine ou des cheminots. Ces nouvelles normes et formes de vie politique collective étaient la sanction spécifique d’une généralisation très poussée des attitudes démocratiques dans la société, particulièrement dans la classe ouvrière, et dans une partie considérable de l’intelligentsia. Aux valeurs démocratiques qui, à l’époque de la révolution, ont bénéficié de la plus large acceptation des ouvriers, appartenaient la liberté d’association, le droit de grèves, la liberté d’expression, donc la notoriété de la vie politique. L’attachement aux valeurs démocratiques se manifestait chez les ouvriers généralement d’une manière spontanée, non entièrement consciente. Ainsi en revendiquant leur salaire pour le temps de grève, les ouvriers manifestaient d’une manière spécifique en faveur du droit à la grève. De même les assauts donnés aux maisons d’arrêt et aux prisons pour libérer les prisonniers politiques, étaient une manifestation évidente en faveur des libertés démocratiques, etc.
En février, les étudiants se joignent aux grévistes et participent aux manifestations pour protester contre la russification et réclamer le droit d'apprendre en polonais. Ils sont rejoints par des lycéens et même certains élèves des écoles élémentaires. Ils demandent la suppression de la surveillance policière des écoles, la suppression des restrictions religieuses, nationales et sociales pour les élèves et les enseignants, l'élimination de la discrimination à l'égard des filles, l'octroi à la jeunesse du droit à former des associations et l'introduction d'une école primaire universelle, gratuite et obligatoire. En un mois, des grèves touchent des lycées dans de nombreuses villes polonaises notamment à Częstochowa, Kalisz, Kielce, Łomża, Łódź, Piotrków, Radom, Pułtusk, Siedlce et Suwałki. Toutes les forces politiques, du PPS au Parti national démocrate de Roman Dmowski, en passant par la SDKPiL et le Bund (Union générale des travailleurs juifs) se joignent au mouvement de boycott des écoles russes.
Dans un premier temps, les autorités tsaristes réagissent en fermant les écoles et en menaçant les jeunes d'expulsion. Devant l'ampleur du mouvement, en avril 1905, elles cèdent et autorisent l'introduction du polonais dans les écoles publiques.
Cependant les revendications des travailleurs ne sont toujours pas satisfaites. Dans certaines régions, les grèves durent près de trois ans. Les célébrations du 1er mai 1905, jour de la fête du travail, tournent au bain de sang : une trentaine de personnes sont abattues lors d'une manifestation à Varsovie.
Le 18 juin 1905, la police russe ouvre le feu sur l'une des nombreuses manifestations pacifiques de travailleurs à Łódź et tue des travailleurs juifs. Selon la rumeur qui se propage immédiatement, les autorités auraient enterré leurs corps la nuit dans des tombes anonymes, par crainte de nouvelles manifestations massives qui se seraient certainement produites lors des funérailles. La nouvelle met le feu aux poudres. L'insurrection de Łódź est marquée par plusieurs jours de combats à l'intérieur de la ville et fait plus de 2 000 victimes.
Diverses manifestations et grèves ont lieu dans les principales villes polonaises sous contrôle russe tout au long de l'année. Le gouvernement russe contribue au chaos en tentant d'inciter certains pogroms anti-juifs comme celui de Bialystok.
L'établissement de la République de Zagłębie (pl) en octobre 1905, un socle socialiste polonais centré sur les houillères de Dąbrowa Górnicza, Sosnowiec, Będzin et Czeladź est un autre événement notable. Un État socialiste similaire, la République d'Ostrowiec (pl) autour de la ville d'Ostrowiec Świętokrzyski est proclamé, de la fin décembre 1905 à la mi-janvier 1906.
Le 10 novembre 1905, la loi martiale est introduite et l'armée russe commence à réprimer la révolution. Malgré l’état d’urgence, l’élan révolutionnaire se maintint encore pendant quelques mois. Les tribunaux militaires mis en place en septembre prononcent de nombreuses condamnations à mort. En 1906-07, les dernières grèves réunissent moins de militants mais encore plus déterminés, dont le célèbre lock-out de Łódź à la suite de la grève dans la manufacture d'Izaak Poznański. En décembre 1906, sept industriels de Lodz déclarent le lock-out et quittent la ville pour Berlin, en laissant 25 000 ouvriers et leurs familles sans moyens de subsistence en plein hiver. La grève brisée par la faim, les machines se remettent en mouvement seulement en avril 1907.

## Conséquences
La révolution polonaise marque la naissance d'un puissant mouvement ouvrier dans les villes et de coopératives paysannes dans les campagnes. Elle est également à l’origine de l'émergence d'un système moderne de partis politiques.
Soumis à la pression des événements, le tsar se décide à instaurer une assemblée représentative de l’Empire. En avril 1906, un premier parlement russe avec des pouvoirs limités (la Douma) est établi en Russie. Aux premières élections, les Polonais, tous issus du Parti national démocrate de Roman Dmowski, emportent l'ensemble des 34 mandats alloués aux terres polonaises. Estimant que les Polonais doivent se battre pour leurs droits par la voie démocratique, ils se regroupent dans le Cercle Polonais présidé par Jan Harusewicz, et exigent l'autonomie polonaise et des reformes.
Ainsi, les Polonais obtiennent un assouplissement significatif de la politique de russification, notamment dans l'enseignement privé et la permission de créer et légaliser des associations scientifiques et culturelles polonaises. La censure diminue et le mouvement syndical est légalisé.
Cependant, la plupart de ces gains sont de courte durée.
Les dirigeants de SDKPiL : Rosa Luxemburg, Leo Joguiches, Julian Marchlewski, Karl Radek et Władysław Feinstein, quittent la Pologne pour Berlin qui, à partir de 1907, devient le siège officiel de la direction du parti.

## Sources
- (en) Cet article est partiellement ou en totalité issu de l’article de Wikipédia en anglais intitulé « Revolution in the Kingdom of Poland (1905–07) » (voir la liste des auteurs).